# 칠드런 오브 맨
《칠드런 오브 맨》(영어: Children of Men)은 2006년 개봉한 영국의 디스토피아 SF 영화이다. P. D. 제임스의 소설 〈사람의 아이들〉(1992)이 원작이며, 알폰소 쿠아론 감독이 각색하고 연출했다. 클라이브 오언, 줄리앤 무어, 마이클 케인, 추이텔 에지오포, 팸 페리스, 마이클 케인, 찰리 허넘 등이 출연하였다.
각본, 촬영, 미술을 중심으로 평단으로부터 높은 평가를 받았으며, 2007년 제79회 아카데미상에서 각색상, 촬영상, 편집상 후보에 지명되었다. 2016년 BBC 21세기 가장 위대한 영화 목록에서 13위에 올랐다.

## 줄거리
2027년. 환경 학살(ecocide) 끝에 인류는 생식력을 상실하였고, 지난 18년간 아기가 단 한 명도 태어나지 않았다. 거기에 전쟁과 불황까지 겹쳐 인류는 문명 절멸 위기를 맞이한다. 국가 기능이 살아있는 몇 안 되는 나라 중 하나인 영국은 경찰 국가가 되어 난민은 구금 혹은 사형 처분을 당한다.
과거 운동가였으나 환멸을 느끼고 정부 관료가 된 시오는 어느 날 이민자 권리 단체 “피시스”(Fishes)에 납치를 당한다. 피시스 대장은 다름 아닌 아내 줄리언. 줄리언과 시오는 2008년 독감 유행 때 아들 딜런이 사망한 뒤로 지난 20여년간 떨어져 지내왔다. 줄리언은 주머니 사정이 궁해진 시오에게 보수를 약속하며, 장관인 사촌을 통해 “키”라는 젊은 난민에게 줄 사증을 하나 구해 달라고 의뢰한다.
사증을 전달한 시오는 줄리언, 키, 전 산파 미리엄, 피시스 지도부 루크가 탄 캔터베리행 승용차를 얻어 탄다. 그러나 도중 무장 집단이 나타나 줄리언이 사살된다.
살아남은 이들은 피시스 안전가옥에 들리고, 루크는 새 피시스 지도자로 등극한다. 키는 생전 줄리언이 유일하게 신뢰한 사람이 시오였다면서, 곁에 남아 다음 날 자신을 아소르스 제도에 위치한 불임 연구 단체 “휴먼 프로젝트” 피난처로 보내는 일을 도와 달라고 부탁한다. 키는 18년만에 나타난 세계 유일 임신부로 밝혀진다.
그날 밤 시오는 우연히 피시스가 나누는 대화를 엿들으며 루크가 줄리언 암살을 계획한 장본인이며, 시오 자신도 죽인 뒤 키가 낳을 아기를 곁에 데리고 있으면서 정치 도구로 이용해 먹을 생각이라는 걸 알게 된다.
시오, 키, 미리엄은 피시스에게서 도망쳐 대마를 파는 친구 재스퍼네 집에 잠시 머문다. 이들은 평범한 고기잡이 배를 가장했지만 의료 시설을 갖추었으며 휴먼 프로젝트로 사람을 실어나르는 배 “터모로”(Tomorrow)에 탈 방법을 궁리한다. 당장은 터모로의 정박지 중 벡스힐 연안에서 타는 게 유일한 선택지로 여겨진다. 벡스힐은 난민 수용소가 있는 지역이기도 하다.
재스퍼는 난민인 척하여 벡스힐에 들어간다는 역발상 묘안을 낸 뒤 이들이 대마 손님 중 하나인 국경 경비 시드에게 도움을 받도록 주선한다. 또한 혹시나 자신이 이들의 여정에 걸림돌이 되지 않도록 고문 후유증으로 인해 긴장증 상태로 살아온 아내를 먼저 안락사시키고, 결국 찾아온 피시스에게 살해된다.
시오, 키, 미리엄은 시드의 도움을 받아 난민인 척 버스에 올라 이동한다. 그러나 도중 이민청 경찰이 버스를 멈추고 들어와 무차별 색출을 시작한다. 경찰이 키를 끌고 가려 하자 미리엄이 키를 보호하기 위해 광신도를 가장해 주의를 끌어 본인이 대신 끌려간다. 난민 수용소 안에서 만난 롬인 마리카가 시오와 키를 쓸 만한 방으로 안내해주고, 시오가 산파 역할을 하는 가운데 키가 무사히 아들을 낳는다.
다음 날 경찰과 피시스가 이들을 동시에 쫓고 있다는 걸 알고 뭔가 이득을 볼 수 있겠다고 계산한 시드가 나타난다. 이들은 총으로 위협하는 시드를 물리치고 영국군과 난민 사이에 벌어진 전쟁통 속으로 뛰어든다. 롬인들의 도움을 받으며 이동하던 중 피시스가 나타나 키와 아기를 데려가지만 시오는 폭격을 받고 있는 아파트 안에서 키와 아기를 다시 찾아낸다. 그곳에서 정부군 상대로 전투를 벌이고 있던 루크는 시오를 쏜 직후 폭발로 사망한다.
시오가 키와 아기를 데리고 아파트 계단을 내려가자 영국 군인들은 경외감에 차올라 전투를 멈추고 이들이 떠날 수 있게 그냥 내버려둔다. 마리카는 배를 마련해 주고 뒤에 남는다.
영국 전투기가 벡스힐을 공습하는 가운데 시오와 키는 짙은 안개 속에서 배를 저어 접선 장소로 나아간다. 키가 아기 이름을 시오와 줄리언의 아들에게서 따온 딜런으로 짓겠다고 하자 시오는 미소를 짓는다. 곧 시오는 루크에게 입었던 총상으로 인해 의식을 잃고, 터모로가 이들을 향해 다가온다.
아이들 웃음 소리와 함께 엔딩 크레디트가 시작된다.

## 출연진
- 클라이브 오언 - 설로니어스 “시오” 파런 역
- 클레어호프 애시티 - 키 역
- 줄리앤 무어 - 줄리언 테일러 역: 피시스 대장.
- 마이클 케인 - 재스퍼 파머 역: 현 히피 활동가. 전 정치만화가.
- 팸 페리스 - 미리엄 역: 전 산파.
- 추이텔 에지오포 - 루크 역: 피시.
- 찰리 허넘 - 패트릭 역: 피시.
- 피터 멀런 - 시드 역: 이민청 경찰.
- 대니 휴스턴 - 나이절 역
- 폴 샤르마 - 이언 역
- 야체크 코만 - 토마시 역: 폴란드인 피시.
- 에드 웨스트윅 - 앨릭스 역
- 오아나 펠레아 - 마리카 역: 시오와 키를 돕는 롬인.